# آندریا کورت
آندریا کورت (انگلیسی: Andrea Kurth؛ زادهٔ ۳۰ سپتامبر ۱۹۵۷) قایقران روئینگ اهل آلمان بود.
وی در مسابقات کشوری و بین‌المللی در مجموع برندهٔ ۲ مدال طلا شده‌است.